# Julius Epstein (dziennikarz)
Julius Epstein (ur. 1901 w Wiedniu, zm. 1975 w Menlo Park) – amerykański dziennikarz, publicysta i historyk, korespondent kilku gazet, m.in. „The New York Herald Tribune”, od 1963 roku badacz w Hoover Institution, od 1972 roku profesor stosunków międzynarodowych w Lincoln University w San Francisco.

## Życiorys
Austriak pochodzenia żydowskiego, który w 1939 roku wyemigrował do Stanów Zjednoczonych. W okresie II wojny światowej, pracując w amerykańskim Biurze Informacji Wojennej, zainteresował się zbrodnią katyńską i przekonał się, że odpowiedzialność za zbrodnię ponosi ZSRR. Wielokrotnie próbował skłonić Głos Ameryki, by pozwolił mu nadać prawdę o Katyniu, lecz zawsze spotykał się z odmową. Wskazywał, że badaniom sprawy katyńskiej w USA i Europie towarzyszyła zmowa milczenia, niezwykle rzadka w przypadkach zbrodni na tak ogromną skalę.
W 1949 roku wraz z Arthurem Bliss Lane założył Amerykański Komitet do Zbadania Zbrodni Katyńskiej. Publikował w prasie amerykańskiej artykuły na temat Katynia, a w 1951 roku wydał broszurę poświęconą tzw. raportowi ppłk. Johna Van Vlieta; dokument ten wskazywał na winę ZSRR, lecz w niejasnych okolicznościach zniknął z archiwum Pentagonu. W 1952 roku zeznawał przed Specjalną Komisją Śledczą Kongresu Stanów Zjednoczonych do Zbadania Zbrodni Katyńskiej (tzw. Komisją Maddena).
W 1973 roku wydał książkę poświęconą tzw. Operacji Keelhaul, będącej wynikiem porozumień jałtańskich i przewidującej, że zachodni alianci będą przekazywać władzom Związku Radzieckiego wszystkich jego obywateli. Praca ta była oparta na wieloletnich badaniach amerykańskich dokumentów archiwalnych, początkowo utajnionych.
Archiwum Juliusa Epsteina z lat 1939–1975 jest przechowywane w zbiorach Hoover Institution.

## Publikacje książkowe
- The Case Against Vera Micheles Dean and the Foreign Policy Association (1947)
- The Mysteries of the Van Vliet Report: A Case History. electronicmuseum.ca. [zarchiwizowane z tego adresu (2013-07-27)]. (1951)
- Operation Keelhaul: The Story of Forced Repatriation from 1944 to the Present (1973)